# Giacomo Gagini
Giacomo Gagini (Palermo, 15 dicembre 1517 – Palermo, 25 giugno 1598) è stato uno scultore italiano.

## Biografia
Giacomo Gagini appartiene alla terza generazione siciliana della corrente lombardo-ticinese dei Gagini o Gaggini, figlio del famoso Antonello Gagini, sposato in prime nozze con Franceschella d'Aquino 1538, padre di Annibale famoso scultore e argentiere, Francesco e Giuseppe anche lui scultore. Giovanna e Frisina andate in spose rispettivamente ad un Russo e ad un Mongitore. Nel 1582 sposa in seconde nozze Cristina Ingallina.
Della Tribuna di Antonello Gagini sono attribuite alla sua mano le figure di: San Sebastiano 1537, Santo Stefano 1537, San Benedetto Abate 1539.
È seppellito nella chiesa del Carmine di Palermo.
Opere autografe e documentate sono presenti a Palermo, Ciminna, Polizzi Generosa, Caltabellotta, Naro, Sciacca, Castiglione di Sicilia, Randazzo, Calascibetta, Galati Mamertino, Longi, Messina, Mistretta, Montalbano Elicona, Roccella Valdemone, Sinagra, Tortorici, Alcamo, Erice, Marsala, Trapani. In Calabria a Scilla.

## Opere

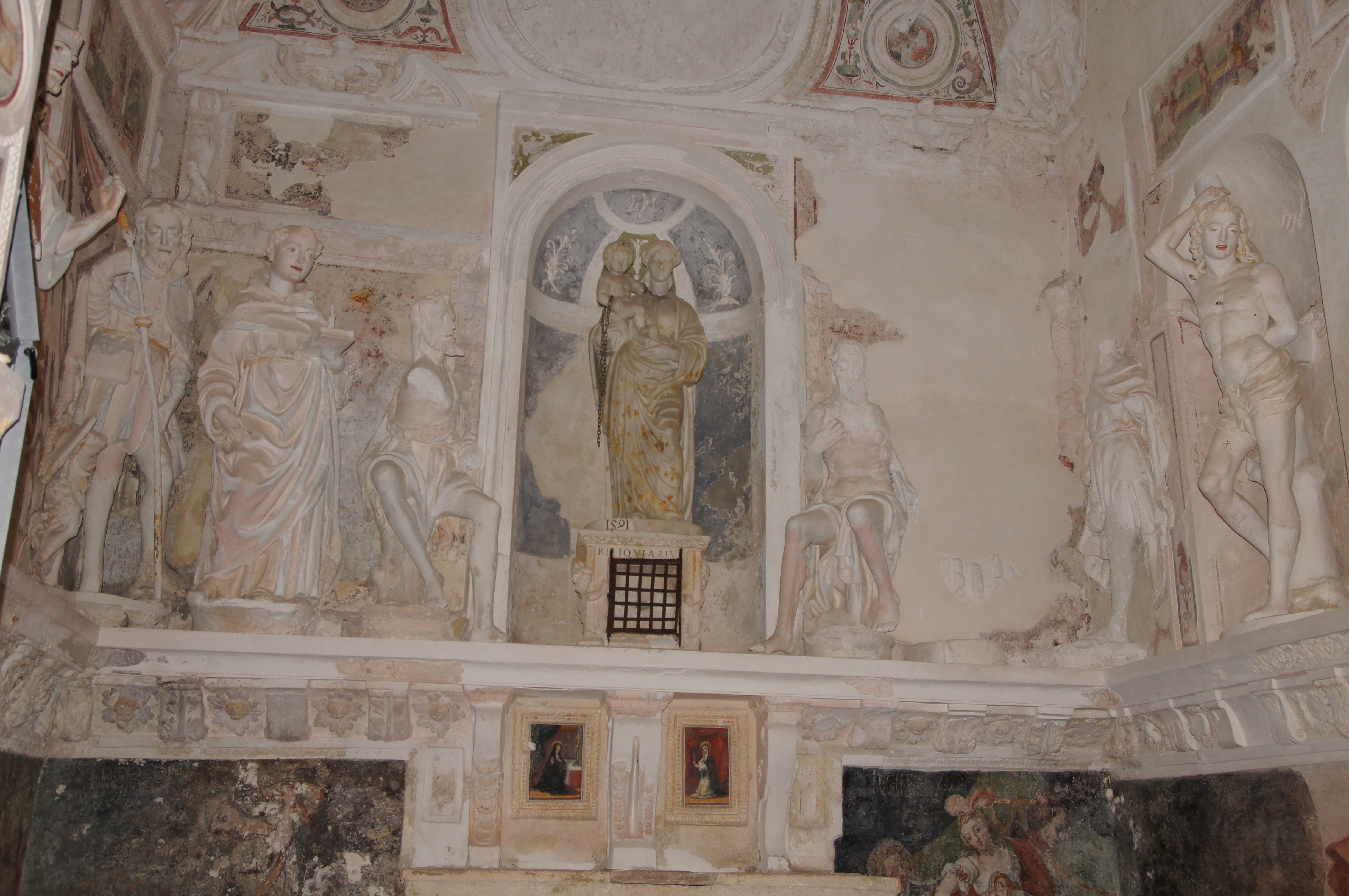
Madonna della Catena, basilica cattedrale di Maria Santissima Assunta di Caltabellotta.

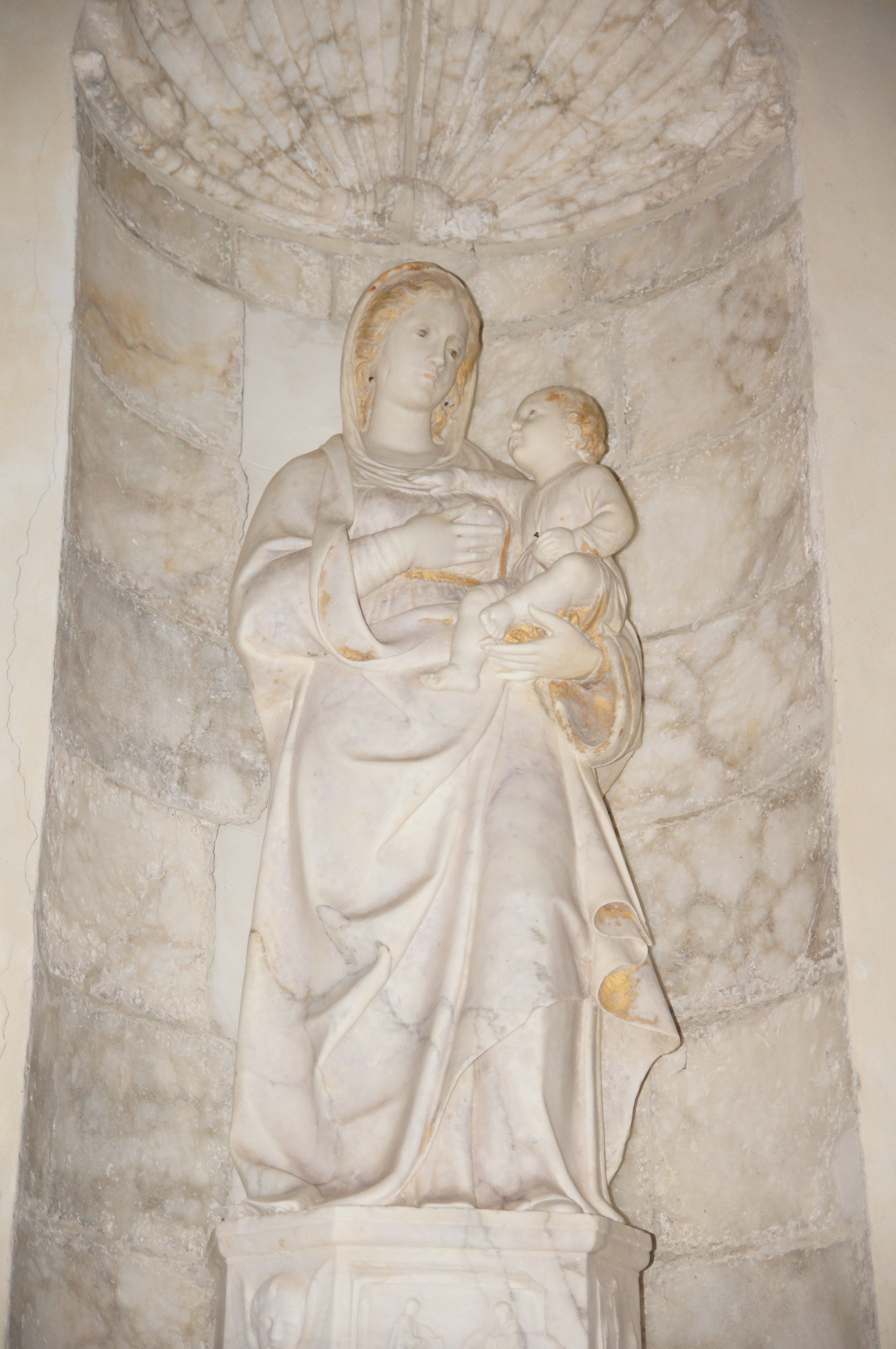
Madonna della Consolazione, basilica cattedrale di Maria Santissima Assunta di Caltabellotta.

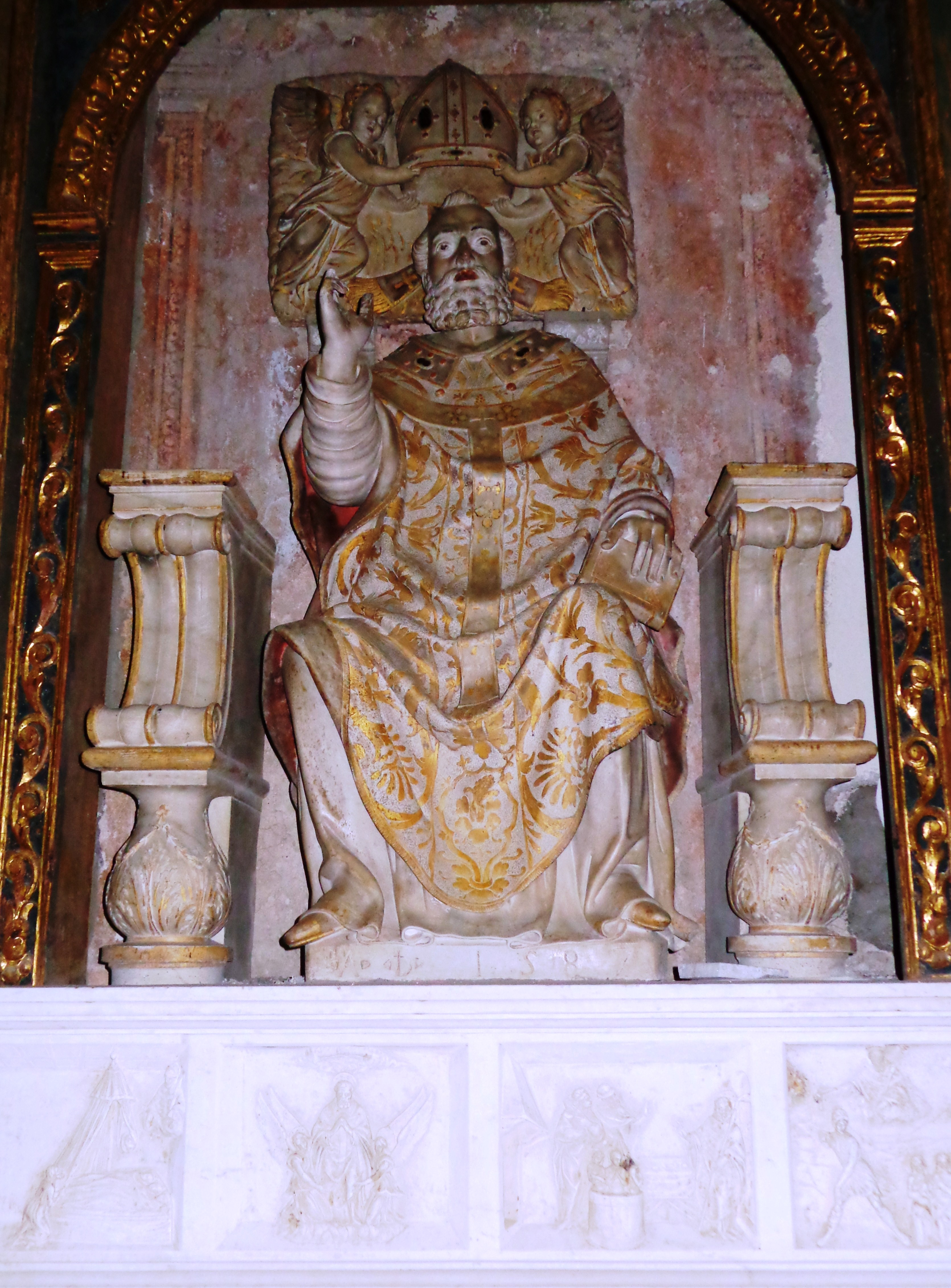
La statua di San Nicola custodita nella Basilica Minore di Maria Assunta e San Nicola di Montalbano Elicona.

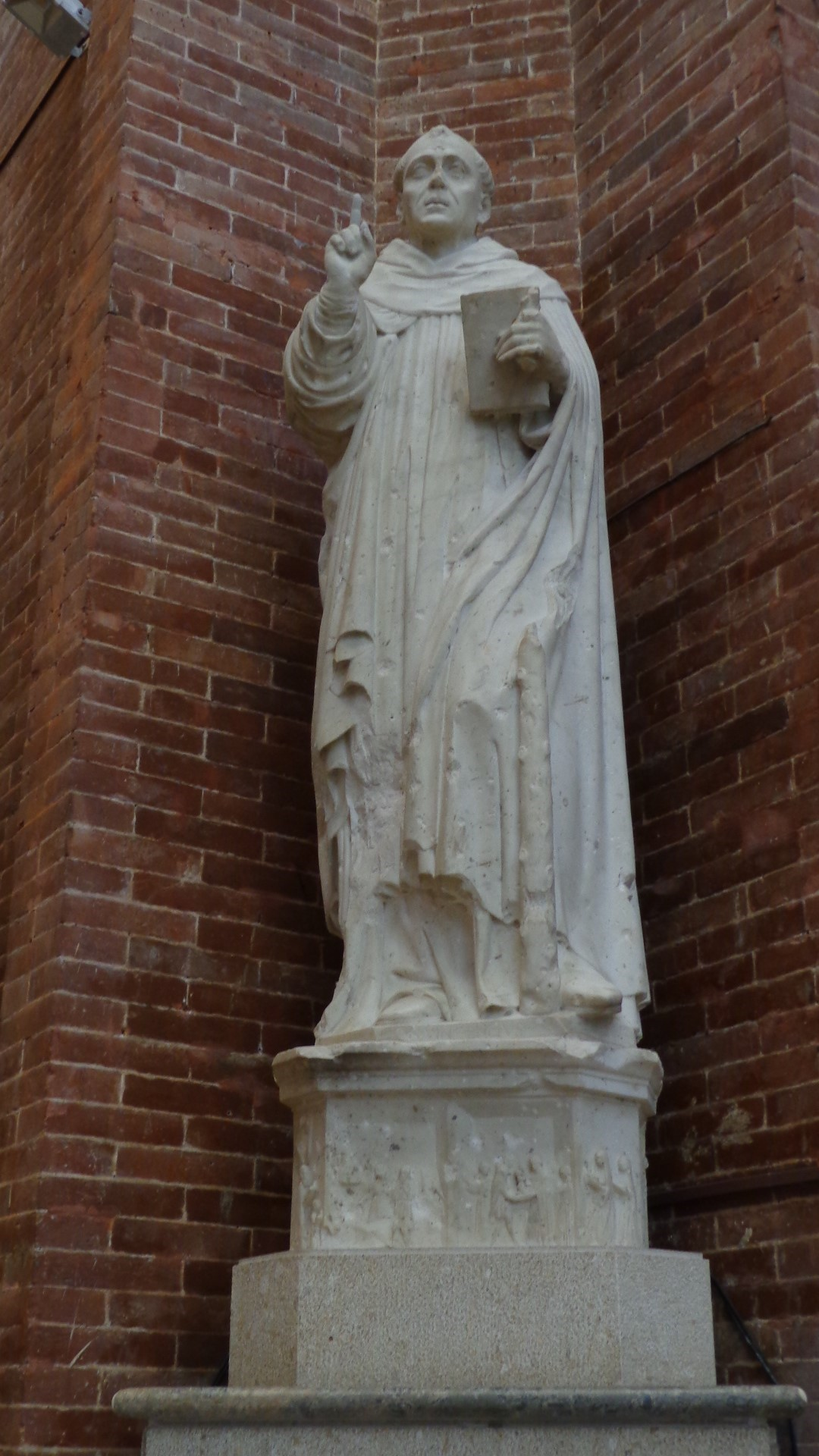
San Vincenzo Ferreri, Cattedrale di San Tommaso di Canterbury di Marsala.

### Agrigento e provincia

#### Caltabellotta
- 1535, San Benedetto e Madonna della Consolazione, statue marmoree, in collaborazione col padre Antonello Gagini opere provenienti dalla chiesa di San Benedetto, commissionate dalla Confraternita di San Benedetto e dal 1783 custodite nella chiesa di Santa Maria di Valverde.[1]
- 1591, Madonna della Catena, statua marmorea, attribuzione d'opera custodita nella basilica cattedrale di Maria Santissima Assunta.

#### Naro
- 1534 - 1536 - 1543, Madonna della Catena, statua marmorea, opera in collaborazione con il padre Antonello Gagini, proveniente dall'antico duomo normanno e attualmente custodita nel duomo di Maria Santissima Annunziata.[2]
- 1534 - 1536 - 1543, Arco, manufatto marmoreo per la custodia della Madonna della Catena con la raffigurazione di Sant'Agata con serafini, la Trinità, opera in collaborazione con il padre Antonello Gagini documentata nell'antico duomo normanno.[3]

#### Sciacca
- 1535, San Calogero Eremita, statua marmorea in collaborazione col padre Antonello Gagini collocata nel 1538, opera custodita nella basilica di San Calogero.[4]
- 1535 - 1538, Madonna del Soccorso, statua marmorea in collaborazione col padre Antonello Gagini collocata nel 1538 nella Cappella dei Tagliavia o dei Crùbici, opera documentata nella chiesa di San Francesco d'Assisi, oggi custodita sull'altare maggiore della chiesa di Sant'Agostino.[5]

### Catania e provincia
- XVI secolo, Madonna della Catena, statua marmorea, in collaborazione con il fratello Antonino, opera custodita nella basilica della Madonna della Catena di Castiglione di Sicilia.
- 1523 - 1535, Ciborio, manufatto marmoreo costituente l'altare del Santissimo Sacramento, commissione incompiuta di Antonello Gagini e portata a termine dal figlio Giacomo, opera custodita nella chiesa di San Nicolò di Randazzo.[6]

### Enna e provincia
- 1545, Annunciazione, gruppo marmoreo, opera in collaborazione col fratello Antonino custodita nella chiesa del Carmine di Calascibetta.[7]

### Messina e provincia

#### Galati Mamertino
- 1534, Trinità, gruppo marmoreo, commissione incompiuta di Antonello Gagini e portata a termine dal figlio Giacomo, opera custodita nel duomo di Santa Maria Assunta.
- 1534, Annunciazione, gruppo marmoreo, commissione incompiuta di Antonello Gagini e portata a termine dal figlio Giacomo, opera custodita nel duomo di Santa Maria Assunta.
- 1534, Madonna della Neve, statua marmorea, commissione incompiuta di Antonello Gagini e portata a termine dal figlio Giacomo, opera custodita nella chiesa del Rosario.[8]

#### Longi
- 1534 - 1536, Annunziata, statua marmorea, opera commissionata ad Antonello Gagini e completata dai figli Antonino e Giacomo, proveniente dalla primitiva chiesa dell'Annunziata e custodita nell'attuale chiesa dell'Annunziata.[9]

#### Messina
- 1534, Madonna, statua marmorea, con la collaborazione del padre Antonello Gagini, opera documentata e probabilmente distrutta durante la successione di eventi sismici anteriori al terremoto di Messina del 1908 nel santuario di Montevergine.

#### Montalbano Elicona
- 1587, San Nicola, statua marmorea, opera custodita nella basilica minore di Maria Assunta e San Nicola.[10]

#### Pettineo
- 1597, Trittico, manufatto marmoreo, opera raffigurante la Visitazione della Madonna ad Sant'Elisabetta con Sant'Antonio Abate e San Nicola di Bari nel riquadro centrale, San Filippo Apostolo e San Giacomo Minore negli scomparti laterali. Nella predella è raffigurata la Natività della Vergine, la Strage degli Innocenti e la Disputa con i Dottori nel Tempio, opera custodita nel duomo di Maria Santissima delle Grazie.[11]
  - Uno studio più accurato - dettato dalla circostanza che Gioacchino di Marzo non ebbe mai modo di esaminare di presenza il trittico, rileva la presenza nella predella degli episodi: San Filippo che infrange gli idoli, Natività della Vergine, Martirio di San Giacomo, scene ispirate ai teatrini della Tribuna palermitana.

#### Roccella Valdemone
- XVI secolo, Natività, statua marmorea, opera custodita chiesa di Santa Maria del Carmelo.
- 1526 - 1542, Custodia Sacramentale, manufatto marmoreo con raffigurazioni della Natività di Gesù su altorilievo fra le statue di San Nicola di Bari, San Giovanni Battista e gli Apostoli, l'Annunciazione, il Battesimo di Gesù e Dio Padre, di Antonello Gagini, sullo scanello ultimato con la collaborazione postuma del figlio Giacomo e l'aiuto di Vincenzo, opera custodita nel duomo di San Nicolò di Bari.[12]
- XVI secolo, Santa Maria dell'Udienza, statua marmorea, opera custodita nella chiesa di Maria dell'Udienza.

#### Sinagra
- 1542, Retablo, manufatto marmoreo, opera documentata nella Cappella del Sacramento della primitiva chiesa madre di San Michele Arcangelo fino all'alluvione del 1827.[13] Raffigura la Madonna della Catena ritratta fra il patrono cittadino San Michele Arcangelo, e San Giovanni Evangelista. Nella predella sono rappresentati gli Apostoli, sopra la cornice nei due riquadri laterali in due scene è rappresentata l'Annunciazione, al centro è raffigurato il Cristo Risorto sull'avello. Chiudono due angeli adoranti ai lati, al centro Dio Padre Onnipotente in atteggiamento benedicente e globo crucigero nella mano sinistra. Opera custodita nell'altare maggiore della nuova chiesa madre di San Michele Arcangelo.

#### Tortorici
- 1559, Stimmate di San Francesco d'Assisi, statue marmoree, dell'opera documentata è presente solo la statua di San Francesco d'Assisi accompagnato da San Leone Magno dormiente, commissionata ad Antonello Gagini nel 1535, a posteriori il figlio Giacomo onora la commessa, opere custodite nella chiesa di San Francesco d'Assisi del convento dell'Ordine dei Frati Minori.[14]
- 1553, Madonna del Soccorso, statua marmorea, manufatto proveniente dalla chiesa di Santa Maria del Soccorso oggi custodito nella chiesa dell'Annunciazione o Batia.

### Palermo e provincia

#### Carini
- XVI secolo, San Rocco, statua lignea, opera custodita nella chiesa di San Rocco.
- 1561, Madonna delle Grazie, bassorilievo marmoreo, opera custodita nella chiesa della Madonna del Rosario.

#### Ciminna
- XVI secolo, Polittico,[15] manufatto marmoreo, attribuzione.[16] Nella base sono presenti tre storie in bassorilievo, da sinistra a destra: San Pietro nell'atto di ricevere le chiavi dal Nazareno, Ultima Cena, Nascita di Gesù. Nell'ordine centrale sono ricavate tre nicchie separate da fasce recanti motivi fitomorfi: nella nicchia di sinistra per l'osservatore è collocata la figura di San Pietro Apostolo, a destra Santa Maria Maddalena, la nicchia centrale - maggiore in altezza - reca in una prospettiva architettonica la raffigurazione del Cristo risorto con quattro angeli genuflessi ai piedi in atteggiamento adorante, al di sopra il calice e l'ostia con la mistica colomba o paraclito in alto, tutti elementi contornati dai volti di putti osannanti. Sormontano gli scomparti laterali i medaglioni raffiguranti i personaggi dell'Annunciazione del Signore: l'Angelo Annunciante e la Vergine Annunziata. Nel lunettone al centro sormontato da una piccola croce, il Dio Padre, in mezza figura, contornato da schiere di putti giubilanti. La custodia di marmo proveniente dalla Cappella del Santissimo Sacramento, intorno al 1870 fu trasferita nella parete d'una cappella contigua, oggi ambiente adibito a sacrestia della chiesa di Santa Maria Maddalena.

#### Gangi
- 1540, Madonna con Bambino, statua marmorea, opera custodita nel duomo di San Nicolò.

#### Palermo
- 1523, San Giacomo Apostolo, statua marmorea, commissione incompiuta di Antonello Gagini e portata a termine dal figlio Giacomo, opera documentata nella chiesa di San Giacomo la Mazzara.
- 1559, Altare, manufatto marmoreo documentato e poi disassemblato nella Cappella della Madonna della chiesa di San Domenico.[17]
- 1556, Decorazioni, manufatti marmorei e stucchi per la Cappella di Santa Maria del Rosario per l'omonima Confraternita della chiesa di San Domenico.[18]
- 1556, San Pietro, ritocco di statua marmorea preesistente, opera custodita nel convento della chiesa di San Domenico.[18]
- 1510 - 1574, Tribuna di Antonello Gagini, monumentale aggregato marmoreo realizzato con la collaborazione di Antonino e Vincenzo che la portano a compimento. I pezzi disassemblati sono dislocati nella cattedrale metropolitana della Santa Vergine Maria Assunta e nel Museo diocesano.[19]
- 1544, Seggio arcivescovile, manufatto marmoreo realizzato con la collaborazione di Fazio, di Fedele e Scipione da Carona, rispettivamente marito e figlio della sorella Giovannella, opera custodita, poi devastata, in seguito i pezzi rimodulati in altare nella cripta della cattedrale metropolitana della Santa Vergine Maria Assunta.[20]
- 1535 - 1557, Santa Restituta d'Africa, statua marmorea commissionata ad Antonello Gagini, opera da collocare nella chiesa del monastero di Santa Chiara, oggi esposta nel Museo Diocesano.[21][22][23]
- 1569, Decorazioni, ornamenti marmorei per i bassorilievi dello Spasimo e Sepoltura di Cristo documentati e in seguito disassemblati nella Cappella del Crocifisso della cattedrale metropolitana della Santa Vergine Maria Assunta.[24]
- 1535, Madonna della Consolazione, statua marmorea, in collaborazione col padre Antonello Gagini opera custodita nella chiesa di Santa Maria delle Grazie.[25]
- 1536, Frontespizio, manufatto marmoreo, opera in collaborazione col padre Antonello Gagini raffigurante la Madonna delle Grazie, Santa Oliva e San Francesco di Paola, porta a termine le statue di San Benedetto e della Madonna della Consolazione sbozzate dal genitore l'anno precedente. Opere documentate per la primitiva chiesa di Santa Oliva e custodite nella chiesa di San Francesco di Paola.[26][27]
- 1537, Sarcofago, manufatto marmoreo, monumento funebre commissionato per la Cappella della Madonna del Soccorso o Cappella Omodei, opera custodita nella chiesa di San Francesco d'Assisi.[28]
- 1540c., Sepolcro, manufatto marmoreo commissionato per Puccio Omodei, opera custodita nella chiesa di San Francesco d'Assisi.
- 1550c., Sepolcro, manufatto marmoreo commissionato per Pier Andrea Lambardo, opera custodita nella chiesa di San Francesco d'Assisi.[29]
- 1539, Fonti di Tantalo e Pegaso, manufatti marmorei, monumenti ornamentali commissionati dalla famiglia Ventimiglia, opere custodite nella Cuba Soprana.[30]
- 1541, Fonte delle Muse, manufatto marmoreo, monumento ornamentale commissionato dalla famiglia Ventimiglia, opera documentata per la Cuba Soprana.
- 1540c., Colonne e Capitelli, manufatti marmorei, opere custodite nella chiesa di Santa Maria della Catena.[13]
- 1540c., Statue in collaborazione con il fratello minore Vincenzo, opere custodite nella chiesa di Santa Maria della Catena.
- 1540, Santa Barbara, Santa Oliva, Santa Ninfa e Santa Margherita, statue marmoree presenti nella Cappella del Madonna della Grazia della chiesa di Santa Maria della Catena.[13]
- 1540, Bassorilievi, manufatti marmorei raffiguranti Cristo consegna le Chiavi a San Pietro e la Conversione di Saulo, attribuzione di opere ripristinate presenti nella Cappella del Madonna della Grazia della chiesa di Santa Maria della Catena.[13]
- 1540, Tabernacolo, manufatto marmoreo presente nell'altare della Madonna Assunta, opera documentata nella chiesa di Santa Maria della Catena.[31]
- 1559, Scudo gentilizio, Fonte, Decorazione, manufatti marmorei documentati e commissionati dal nobile Luigi Bologna.[32]
- 1584, San Pietro, statua marmorea, opera custodita nella chiesa di San Giorgio dei Genovesi.

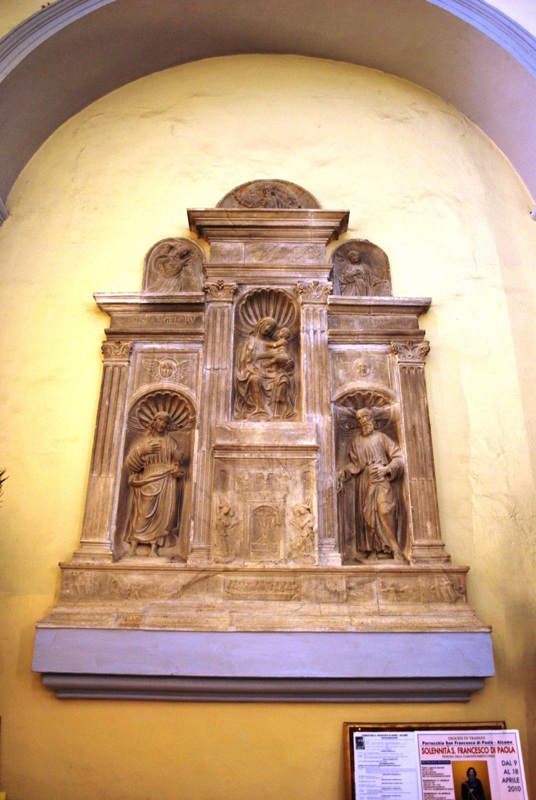
Còna Madonna col Bambino della chiesa di San Francesco d'Assisi di Alcamo.

- 1526 - 1556, Santa Maria di Porto Salvo, esecuzione del progetto architettonico con la collaborazione del padre Antonello e del fratello Antonino della Chiesa di Santa Maria di Porto Salvo.[33]
- 1556 - 1565, Colonne, manufatti marmorei, commissione per il viceré di Sicilia Juan de la Cerda, 4º duca di Medinaceli, opere realizzate in collaborazione dei fratelli Fazio e Vincenzo Gagini.[34]
- 1592, Arco trionfale, manufatto ligneo, monumento allegorico eretto per la visita di Enrique de Guzmán, conte d'Olivares, viceré di Sicilia, opera temporanea eretta presso Porta Felice.[35]

#### Polizzi Generosa
- 1557, Madonna con bambino, statua marmorea, opera custodita nella Cappella della Confraternita del Rosario della chiesa di San Domenico.[17]

### Trapani e provincia

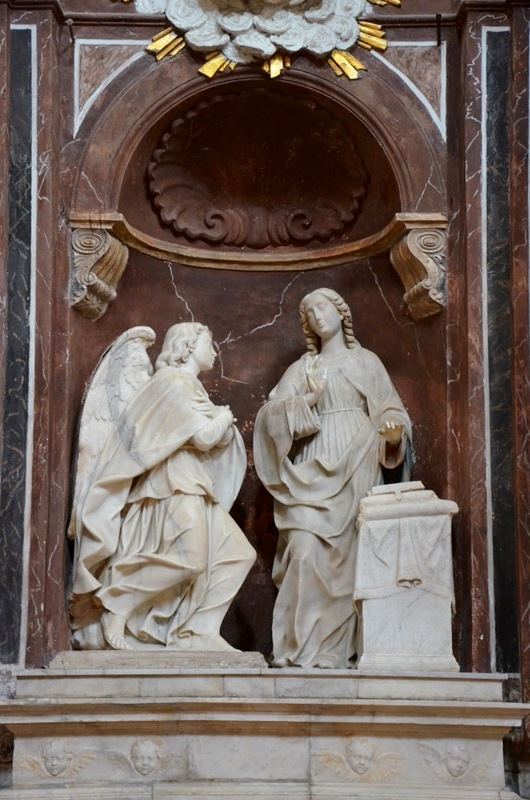
L'Annunciazione, opera dei Gagini nella chiesa di Sant'Oliva di Alcamo.

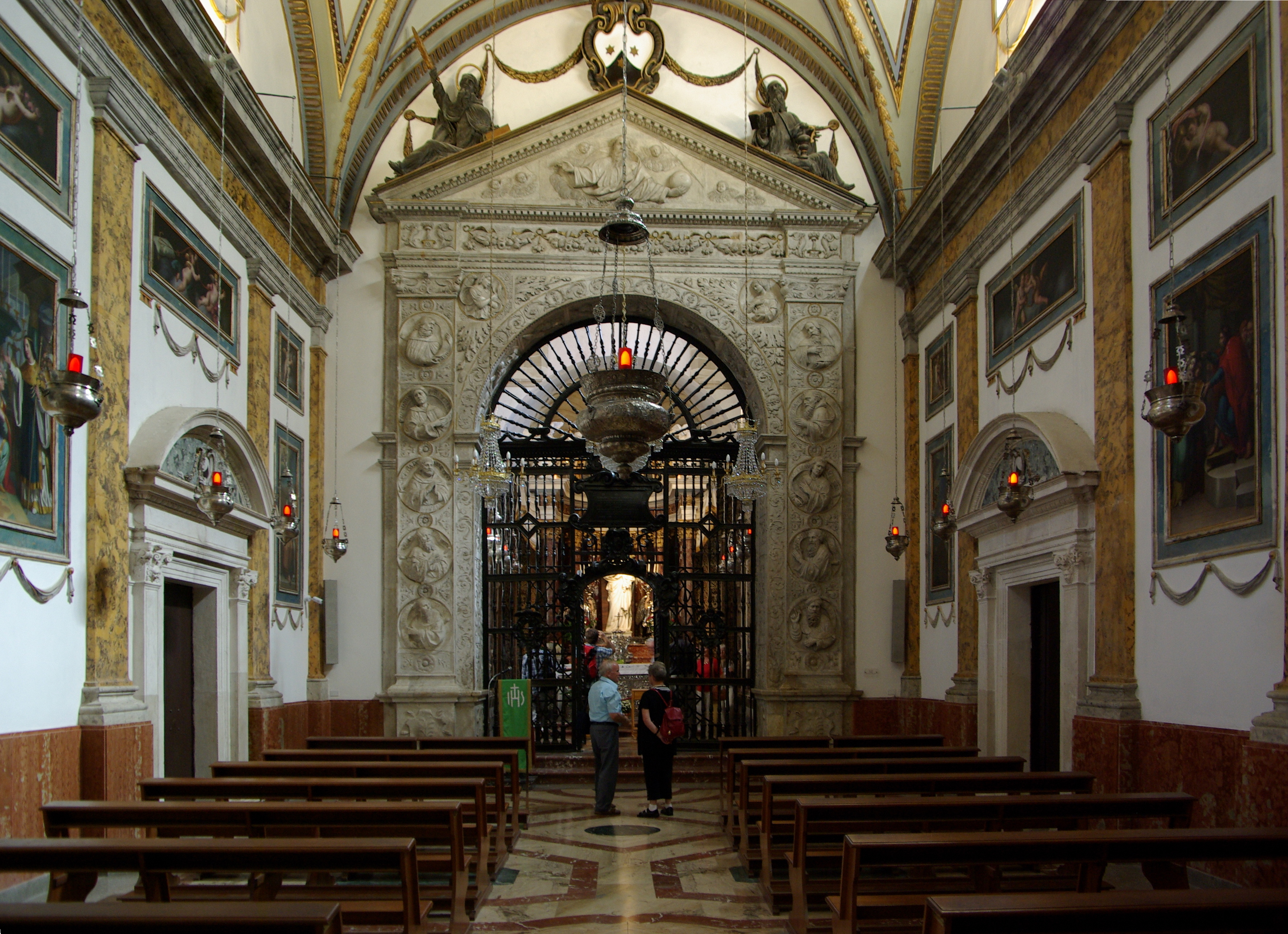
Portale Cappella della Madonna di Trapani, Basilica santuario di Maria Santissima Annunziata di Trapani.

#### Alcamo
- 1534, Custodia, manufatto marmoreo per la custodia del simulacro di San Marco Evangelista con la collaborazione del padre Antonello Gagini, opera documentata nella chiesa di San Francesco d'Assisi.[36]
- 1545, San Luca e Sant'Angelo gruppo marmoreo in collaborazione col fratello Antonino Gagini conservato nella chiesa di Sant'Oliva.
- 1545, Annunciazione, gruppo marmoreo, opera in collaborazione col fratello Antonino Gagini, opera commissionata dalla Confraternita dell'Annunziata per l'altare maggiore della chiesa del Carmine. L'opera disassemblata è stata ricomposta in seguito nella basilica di Santa Maria Assunta.[37]
- 1545, Annunciazione gruppo marmoreo in collaborazione col fratello Antonino Gagini commissionata dalla Confraternita del Carmine per la chiesa del Carmine, successivamente spostata nella chiesa di Sant'Oliva.
- 1545, Madonna del Soccorso ritocco di statua marmorea attribuita a Bartolomeo Berrettaro, intervento commissionato dalla Confraternita del Madonna del Soccorso, opera custodita nella chiesa della Madonna del Soccorso.[38]
- 1574, Arco, manufatto marmoreo, opera documentata e deterioratasi per umidità nella cappella del santuario della Madonna dei Miracoli (o Fonte della Misericordia).[31]
- 1575 - 1586, San Pietro, statua marmorea, opera custodita nella basilica di Santa Maria Assunta.[39]
- 1586, Icona, manufatto marmoreo, attribuzione d'opera custodita nella chiesa del convento di San Francesco.[40]
- 1586, Ciborio, manufatto marmoreo, attribuzione opera custodita nella chiesa del Carmine.[41]
- 1588, Sepolcro, manufatto marmoreo, monumento funebre di Francesco Lombardo, opera documentata nella chiesa del Carmine.[35]
- 1586, San Pietro, statua marmorea, opera custodita nella basilica di Santa Maria Assunta.
- 1586, Madonna del Soccorso, statua marmorea, opera custodita nella basilica di Santa Maria Assunta.

#### Erice
- XVI secolo, Madonna, statua marmorea, opera custodita nella chiesa del monastero di San Pietro di Monte San Giuliano.[17]

#### Marsala
- 1543, Acquasantiera, manufatto marmoreo, attribuzione, opera custodita nella cattedrale di San Tommaso di Canterbury.
- 1554, San Vincenzo Ferreri, statua marmorea, opera destinata nella chiesa di San Domenico, poi nella chiesa della Madonna della Cava, oggi custodita cattedrale di San Tommaso di Canterbury.[42]

#### Mazara del Vallo
- 1583, Santa Veneranda, statua marmorea, opera custodita nella chiesa di Santa Veneranda del monastero dell'Ordine benedettino.[43]

#### San Vito lo Capo

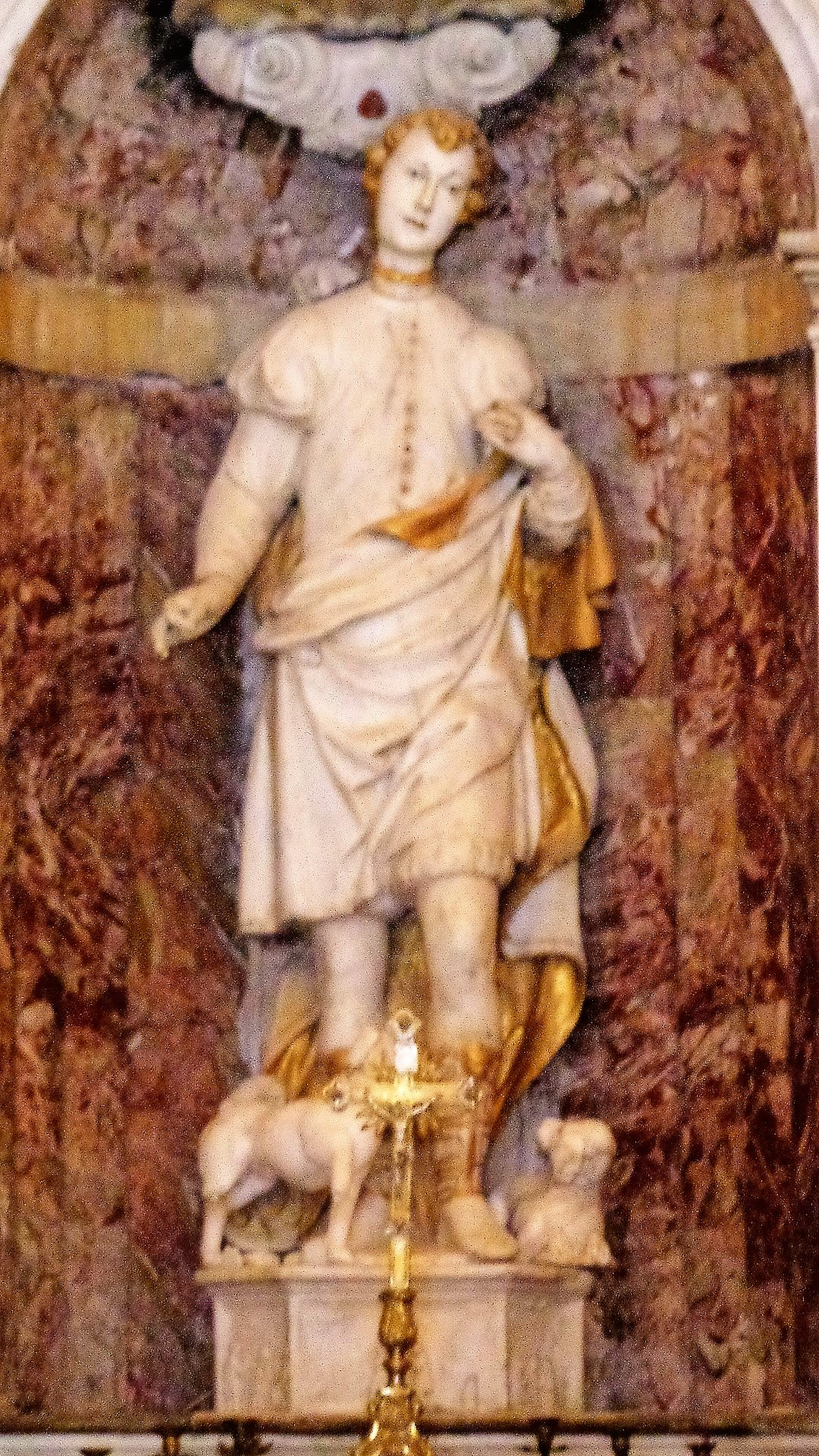
San Vito Martire, santuario di San Vito Martire di San Vito lo Capo.

- 1587, San Vito Martire, statua marmorea, attribuzione, opera custodita nella chiesa madre, santuario di San Vito Martire.

#### Trapani
- 1531 - 1537, Arco, manufatto marmoreo con raffigurazioni dei Profeti, medaglioni con l'Annunciazione nei pennacchi, Dio Padre nel timpano, fogliame, ghirlande e rosoni, in collaborazione col padre Antonello Gagini e i fratelli Giandomenico e Antonino, opera custodita nella Cappella della Madonna di Trapani della basilica santuario di Maria Santissima Annunziata dei Carmelitani.[44]
- XVI secolo, Madonna del Cardello, statua marmorea, opera custodita nella facciata della collegiata di San Pietro.[42]
- 1560, Custodia, manufatto marmoreo raffigurante il Cristo risorto al centro, San Pietro e San Nicola (originariamente (?) San Paolo) ai lati, opera custodita nella tribuna della protobasilica di San Nicolò di Bari.[45]
- 1560, Ciborio, manufatto marmoreo, opera custodita nella Tribuna della chiesa di San Domenico.[46]

### Ragusa e provincia

#### Comiso
- 1561 - 1563, Sepolcro marmoreo del Barone Baldassare II Naselli nella Chiesa di S. Francesco d'Assisi, eseguito su disegni dello scultore carrarese Bernardino Cavallino.

### Calabria e province
- 1542, Acquasantiera, manufatto marmoreo, opera custodita nel duomo di Maria Santissima Immacolata di Scilla.
- XVI secolo, Madonna della Neve, statua marmorea, attribuzione, opera custodita nel santuario della Madonna della Grotta di Praia a Mare.